# Чикалін Олексій Олександрович
Олексій Олександрович Чикалін (рос. Алексей Александрович Чикалин; 24 жовтня 1974, м. Челябінськ, СРСР) — російський хокеїст, захисник.  
Вихованець хокейної школи «Трактор» (Челябінськ). Виступав за: «Трактор» (Челябінськ), «Мечел» (Челябінськ), «Казахмис» (Сатпаєв), «Супутник» (Нижній Тагіл), «Сокіл» (Красноярськ).
У складі молодіжної збірної Росії учасник чемпіонату світу 1994.
Досягнення
- Бронзовий призер молодіжного чемпіонату світу (1994).